# 珠颊穗鹛
珠颊穗鹛（学名：Stachyris melanothorax），是画眉科穗鹛属的一种，为印度尼西亚的特有种。该物种的保护状况被评为无危。
珠颊穗鹛的栖息地包括亚热带或热带的湿润低地林、亚热带或热带的（低地）湿润疏灌丛和亚热带或热带的湿润山地林。